# Nyctimystes myolae
Espèce
Nyctimystes myolae est une espèce d'amphibiens de la famille des Pelodryadidae.

## Répartition
Cette espèce est endémique de la province nord (ou d'Oro) en Papouasie-Nouvelle-Guinée. Elle se rencontre à environ 2 000 m d'altitude.

## Étymologie
Son nom d'espèce lui a été donné en référence à son lieu de découverte, le village de Myola.

## Publication originale
- Menzies, 2014 : Notes on Nyctimystes species (Anura, Hylidae) of New Guinea: the Nyctimystes narinosus species group with descriptions of two new species. Transactions of the Royal Society of South Australia, vol. 138, p. 135–143.